# ربابه پروانی درویش
ربابه پروانی درویش (زاده ۱۳۵۵ ولسوالی بگرام ولایت پروان) سیاستمدار افغانستان و نماینده مردم ولایت کابل در دوره شانزدهم مجلس نمایندگان است. وی در مجلس شانزدهم نمایندگان افغانستان عضو کمیسیون امور زنان، جامعه مدنی و حقوق بشر می‌باشد.

## زندگی‌نامه
ربابه پروانی درویش زاده ۱۳۵۵ از ولسوالی ولایت کابل می‌باشد. او تحصیلات متوسطه خود را در لیسه/دبیرستان ابده بلخی در ولایت بلخ به اتمام رسانید و مدرک لیسانس خود را از دانشگاه خصوصی در رشته حقوق و علوم سیاسی بدست آورد

## دیگر فعالیت‌ها
دیگر فعالیت‌های او:
- مؤسس مرکز علوم قرآنی فاطمه الزهرا.
- مؤسس انجمن خدیجه الکبری.
- مدیر ارشاد و دعوت میرمنو تولنه.